# Летњиковац породице Пеце
Летњиковац породице Пеце се налази у насељу Мали Иђош од стране браће Пеце, Ернеста и Петра. Саграђен је 1923. године. Састоји се од бочне куле са једним од улаза, простране терасе са улазом, ограде и степеништа, низа полукружних и четвртастих отвора за прозоре, окулуса и украсне керамике.
Грађевина одише еклектичким елементима типичним за архитектуру са почетка XX века.

## Летњиковац данас
Данас је летњиковац потпуно руиниран, и евидентира да је некада у њему живела једна од имућнијих породица тог времена. На кули се налази година изградње,а грађевина је евидентирана као културно добро и није отворена за посетиоце.